# Ulica Szlak w Krakowie
Ulica Szlak – ulica w Krakowie, znajdująca się w dzielnicy I Stare Miasto, będąca pozostałością folwarku Szlak, powstałego w XVI wieku dla rodziny Montelupich i położonego na przedmieściach miasta Kleparz. W 1639 roku majątek wraz z przylegającym pałacem sprzedano zakonowi Jezuitów w ramach rozwoju kolegium na ul. Grodzkiej. 
W 1773 roku po kasacie zakonu obszar przeszedł pod administrację Krakowa. W 1861 roku teren zakupiła rodzina Rzewuskich, a bezpośrednią właścicielką została Taida Małachowska, po ślubie z Leonsem Rzewuskim tytułowana hrabiną. Po bezpotomnej śmierci spadkodawców w 1869 roku folwark nabył Konstanty Branicki, który oddał majątek rodzinie Tarnowskich w ramach ślubu swojej córki Róży Branickiej ze Stanisławem Kostką Tarnowskim w 1874 roku Prawa własnościowe Tarnowskich wygasły ostatecznie w 2005 roku po odsprzedaniu ich prywatnej firmie.
Wytyczenie ulicy nastąpiło w okresie zajęcia przez austriackie wojsko Wolnego Miasta Kraków w czasach przynależności miasta do Cesarstwa Austrii. Pierwotną rolą było pełnienie funkcji obwodowej wokół fortyfikacji wchodzących w skład Twierdzy Kraków. 

## Zabudowa
- Numer 3 – kamienica zaprojektowana przez Beniamina Torbe w 1913 roku.
- Numer 4 – kamienica zaprojektowana przez Jana Perosia w 1908 roku.
- Numer 5 – XX Liceum Ogólnokształcące im. Leopolda Staffa działające od 1912 roku (z przerwą w latach wojennych), zaprojektowane przez Jana Zawiejskiego.
- Numer 9–11 – kamienica zaprojektowana przez Henryka Lamensdorfa w 1909 roku.
- Numer 14b – kamienica zaprojektowana przez Bernarda Birkenfelda wspólnie z Jakubem Silbersteinem w latach 1931–1932.
- Numer 21 – siedziba kancelarii adwokackiej Edmunda Szalita przed okresem I wojny światowej, miejsce konspiracyjnych spotkań Krakowskiej Chorągwi Szarych Szeregów podczas okupacji niemieckiej[1]. W mieszkaniu zamieszkiwał hm. Tadeusz Wąsowicz[2].
- Numer 26 – jeden z obozów przejściowych dla osób wysiedlanych przymusowo z terenu miasta Krakowa z rozkazu niemieckich władz okupacyjnych, działający w lutym 1941 roku[3].
- Numer 71 – Pałac Tarnowskich z przylegającym parkiem Jalu Kurka, powstały w XVI wieku, przebudowany według projektu Antoniego Łuszczkiewicza w 1878 roku Podczas okupacji niemieckiej będący placówką Hitlerjugend, w styczniu 1945 roku podpalony przez miejscową ludność wspólnie ze stacjonującymi żołnierzami Armii Czerwonej. Dwa lata później przejęty przez zakon Salwatorianów, by w latach 1950–1998 zostać siedzibą Radia Kraków[4].
- Wydział Inżynierii i Technologii Chemicznej Politechniki Krakowskiej działający od 1966 roku.
- Biblioteka Główna Politechniki Krakowskiej im. Tadeusza Kościuszki z siedzibą od 1949 roku.

## Galeria

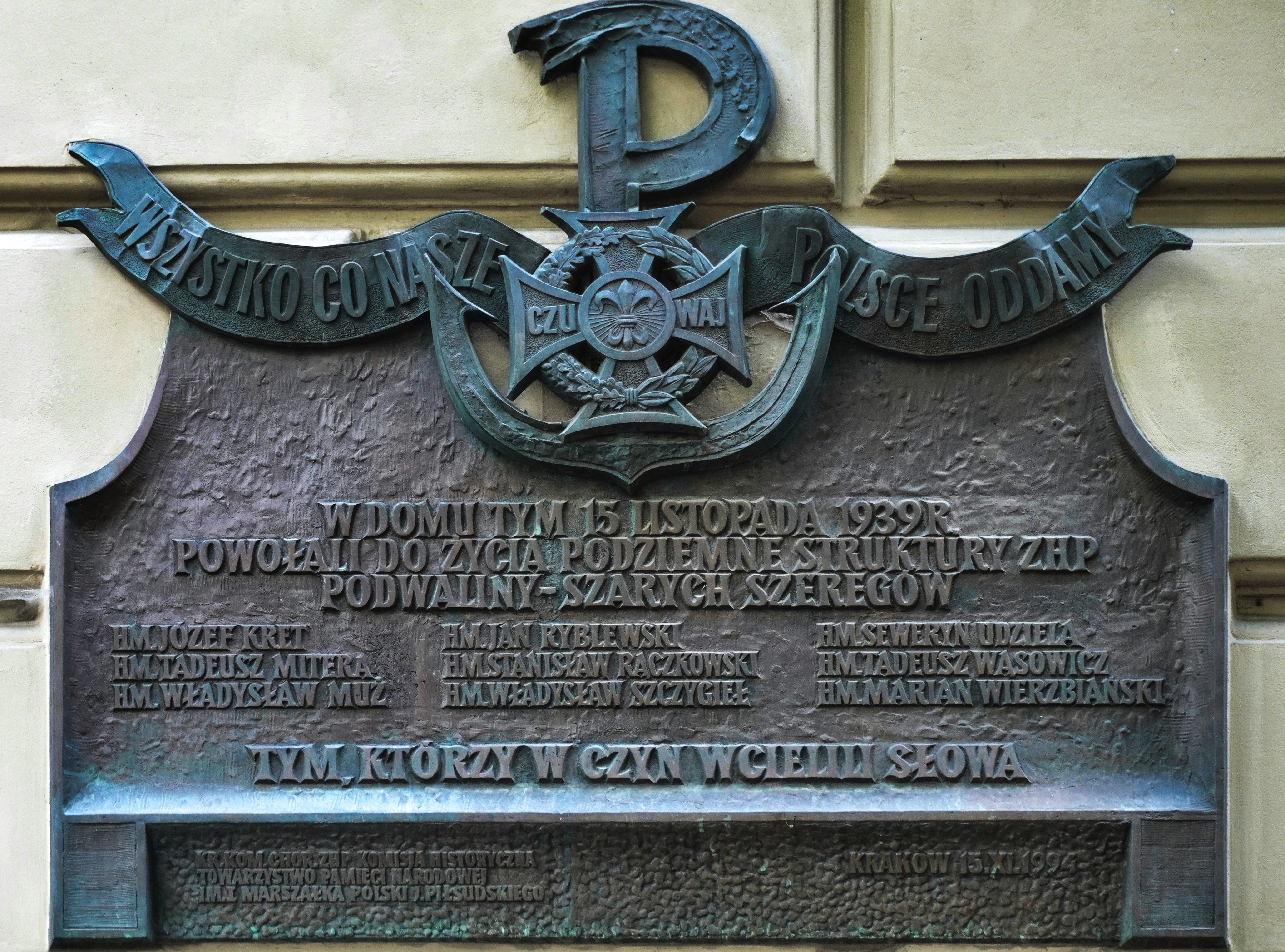
ul. Szlak 21 Tablica upamiętniająca powołanie podziemnych struktur ZHP
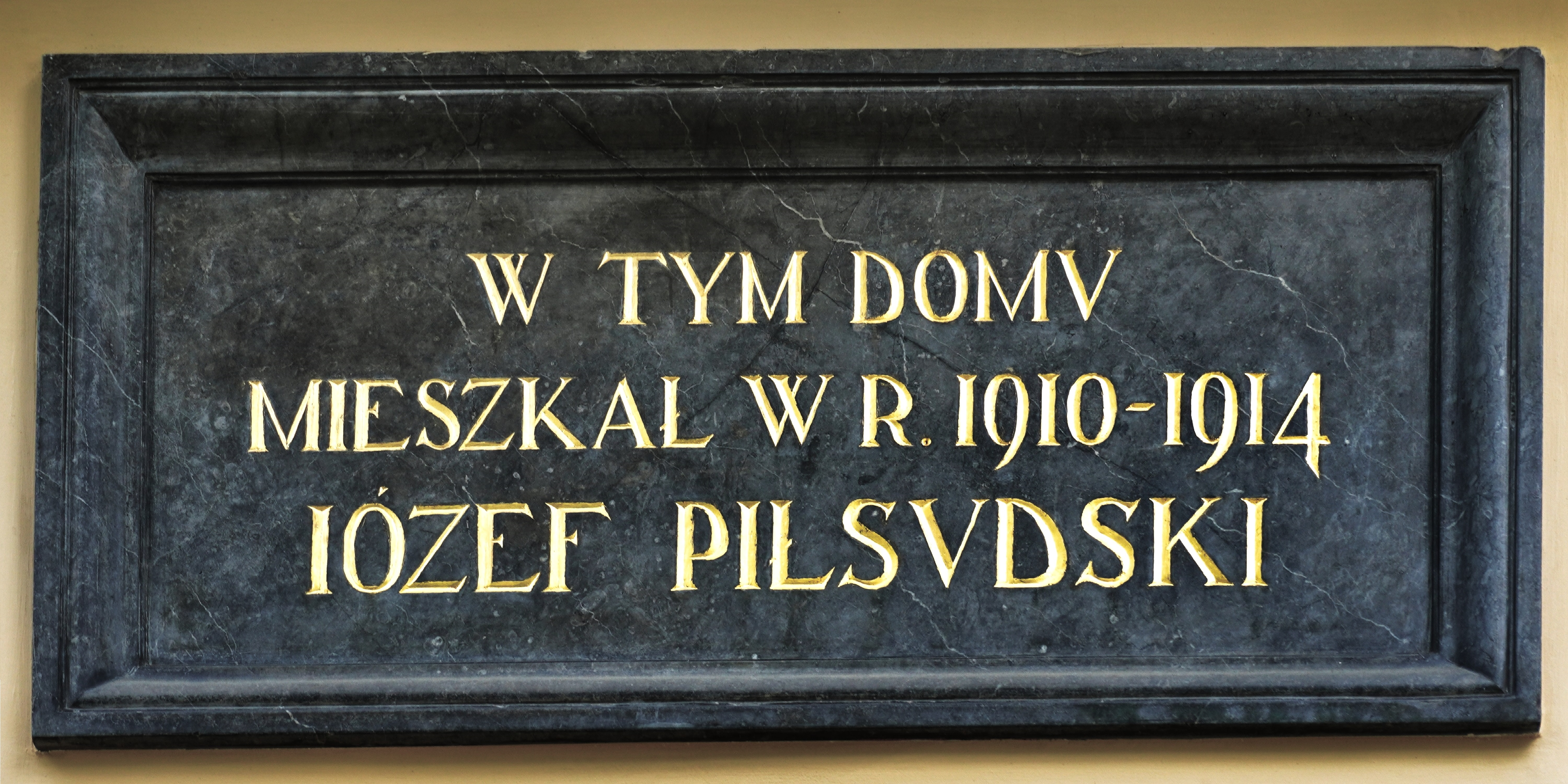
ul. Szlak 31 Tablica upamiętniająca Józefa Piłsudskiego

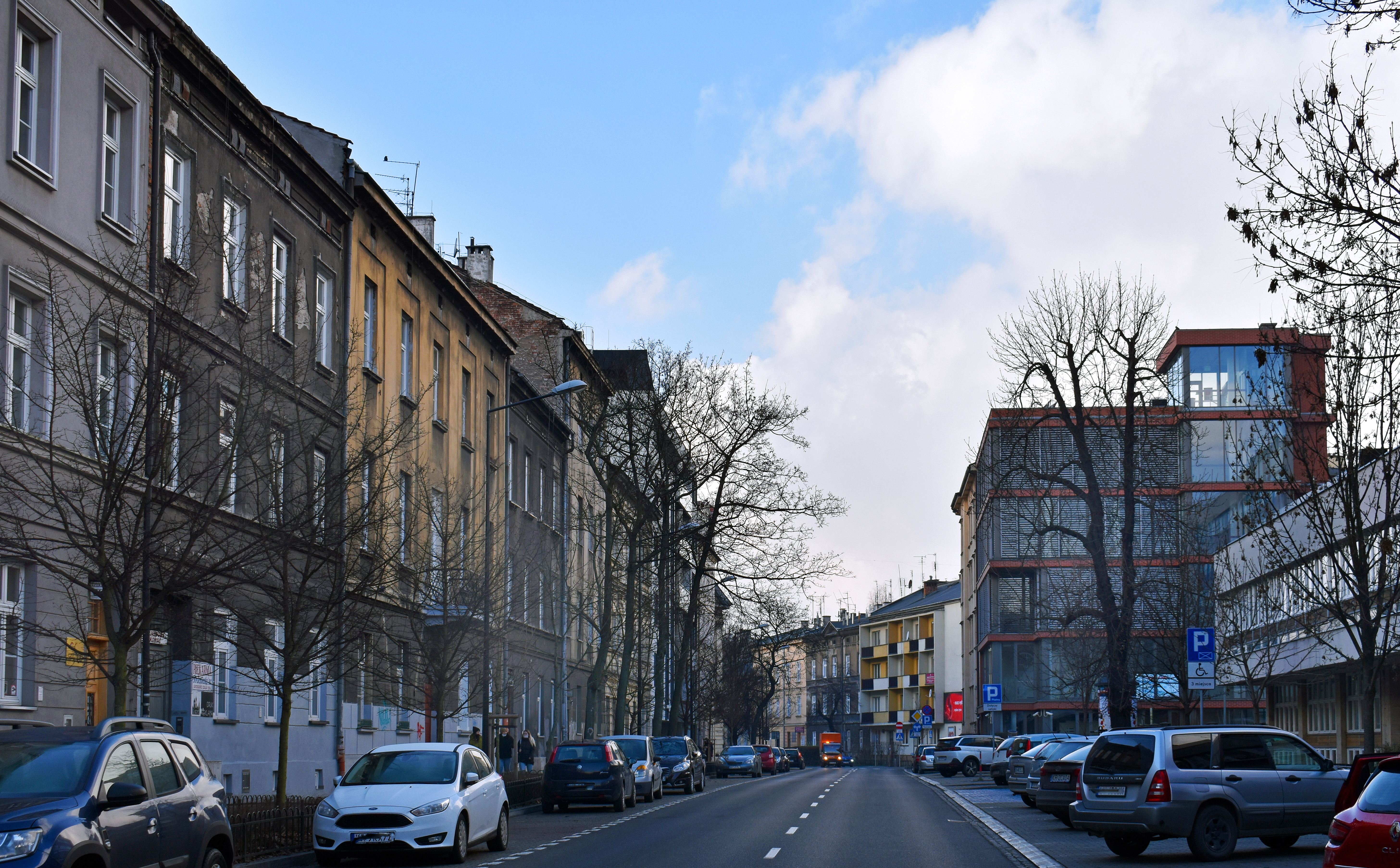
Część wschodnia, widok od ul. Warszawskiej. Po prawej budynki Politechniki Krakowskiej.
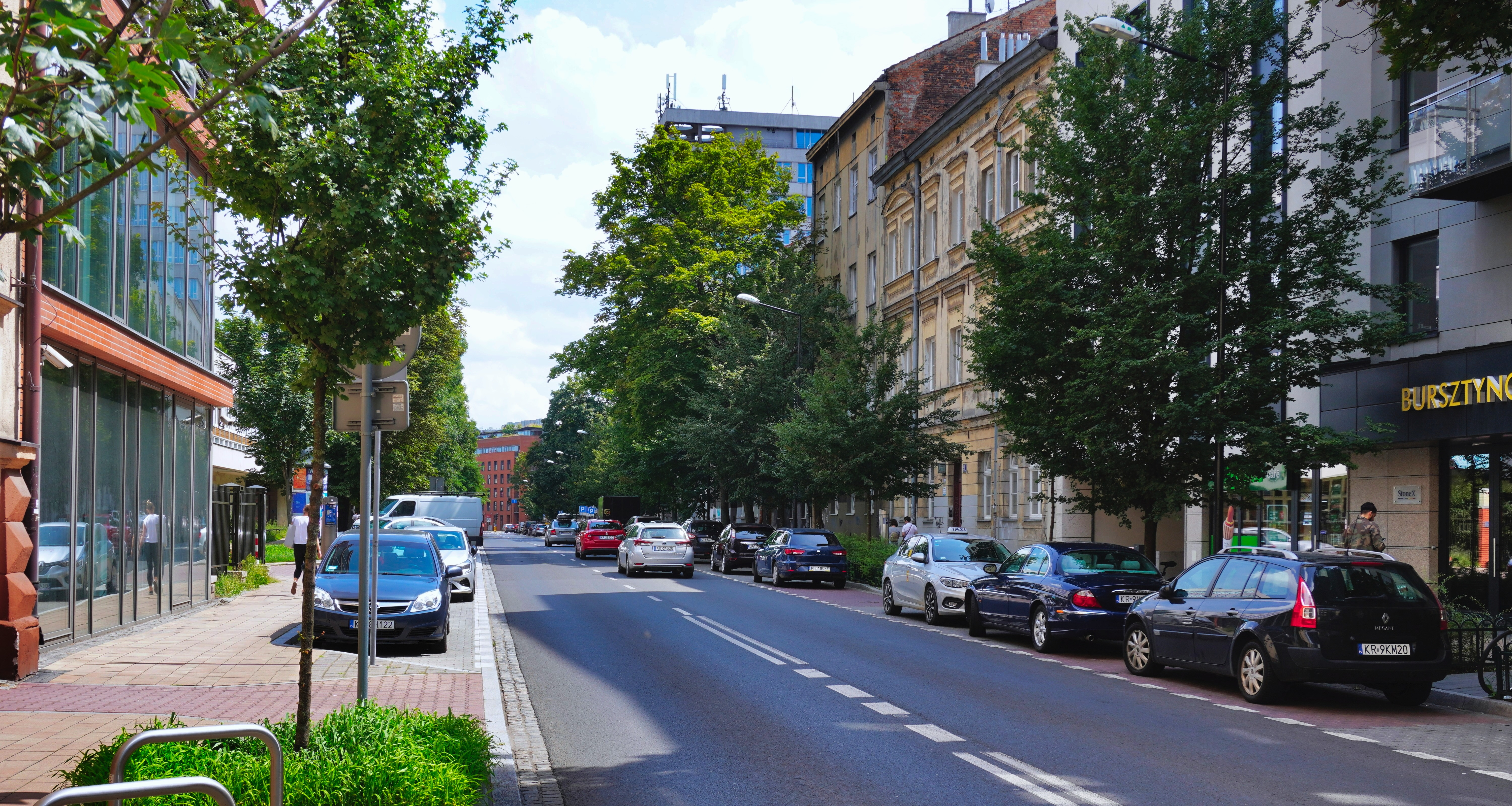
Część wschodnia, widok od skrzyżowania z ul. Pędzichów na wschód
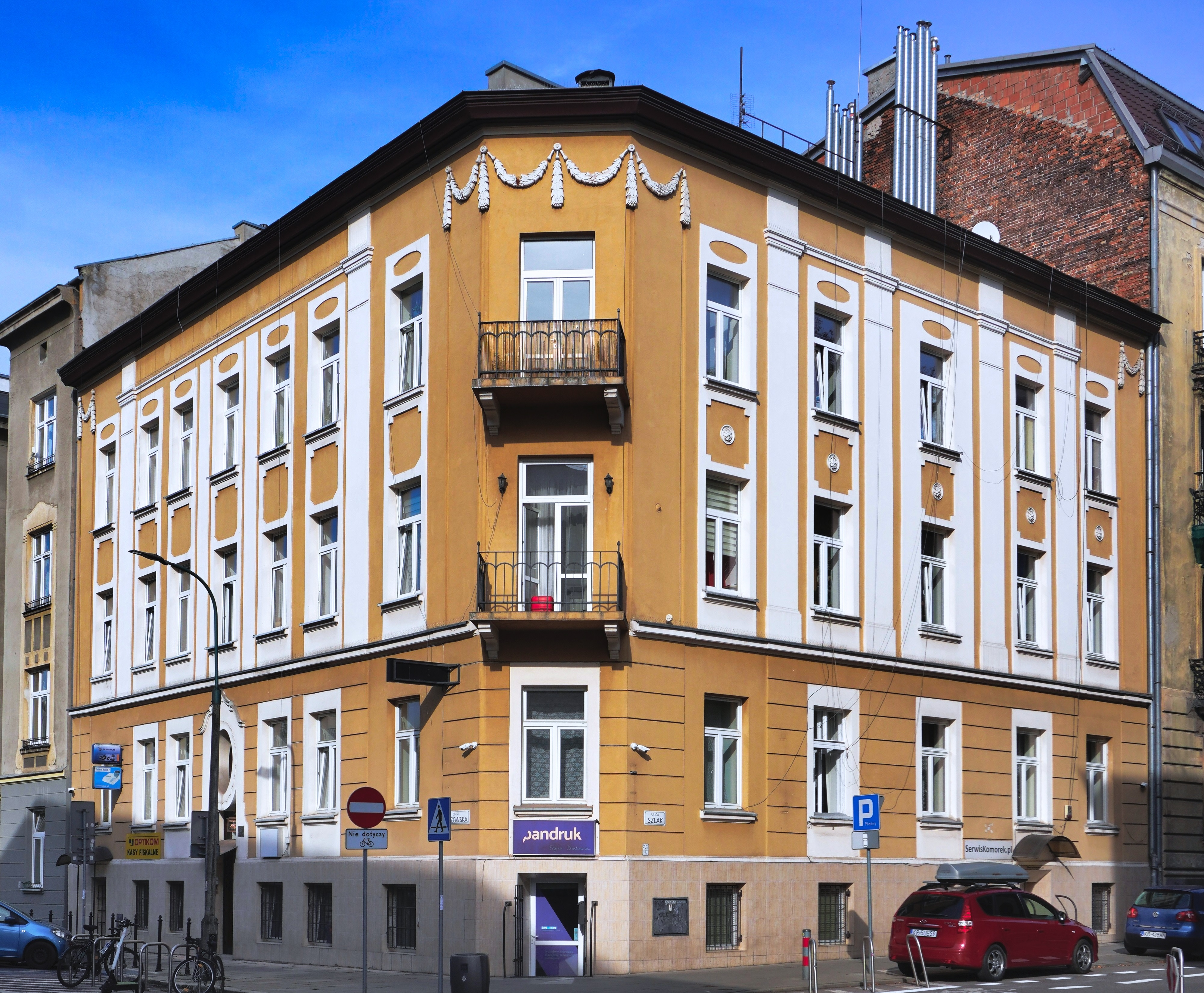
ul. Szlak 2 Kamienica (ok. 1914)
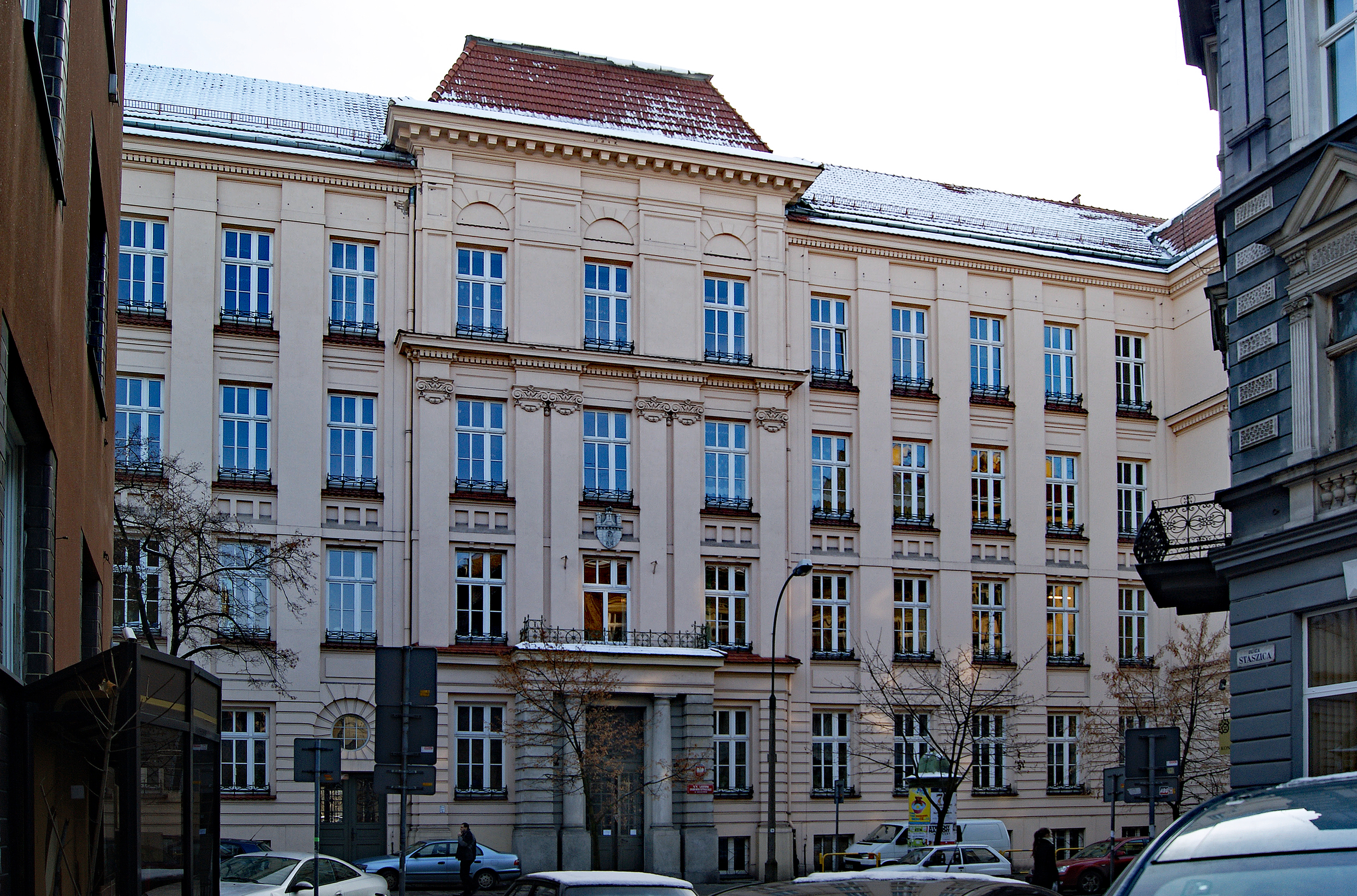
ul. Szlak 5-7 Dawna szkoła św. Floriana (proj. Jan Zawiejski (1911), obecnie XX LO
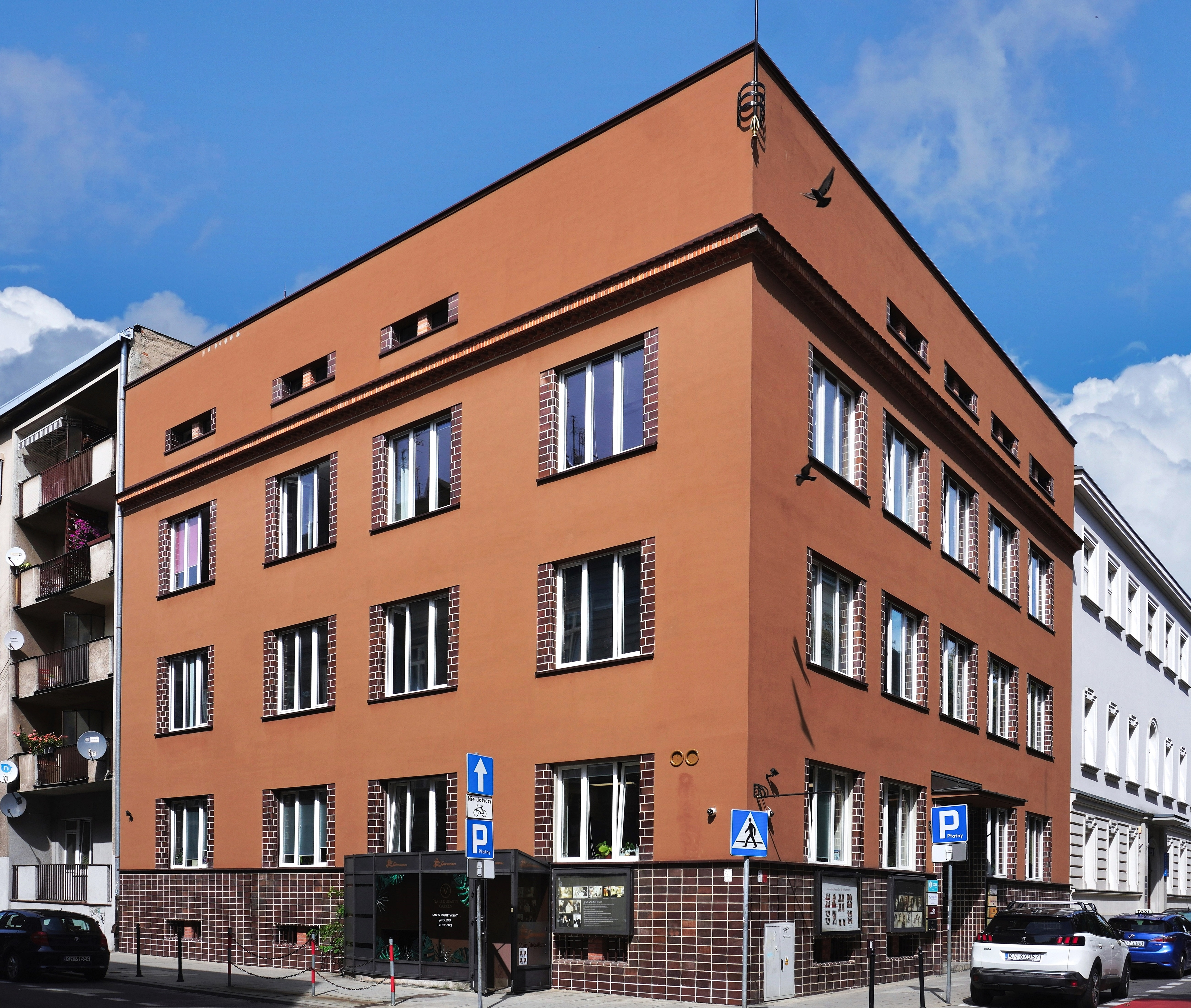
ul. Szlak 8a Kamienica (ok. 1930)
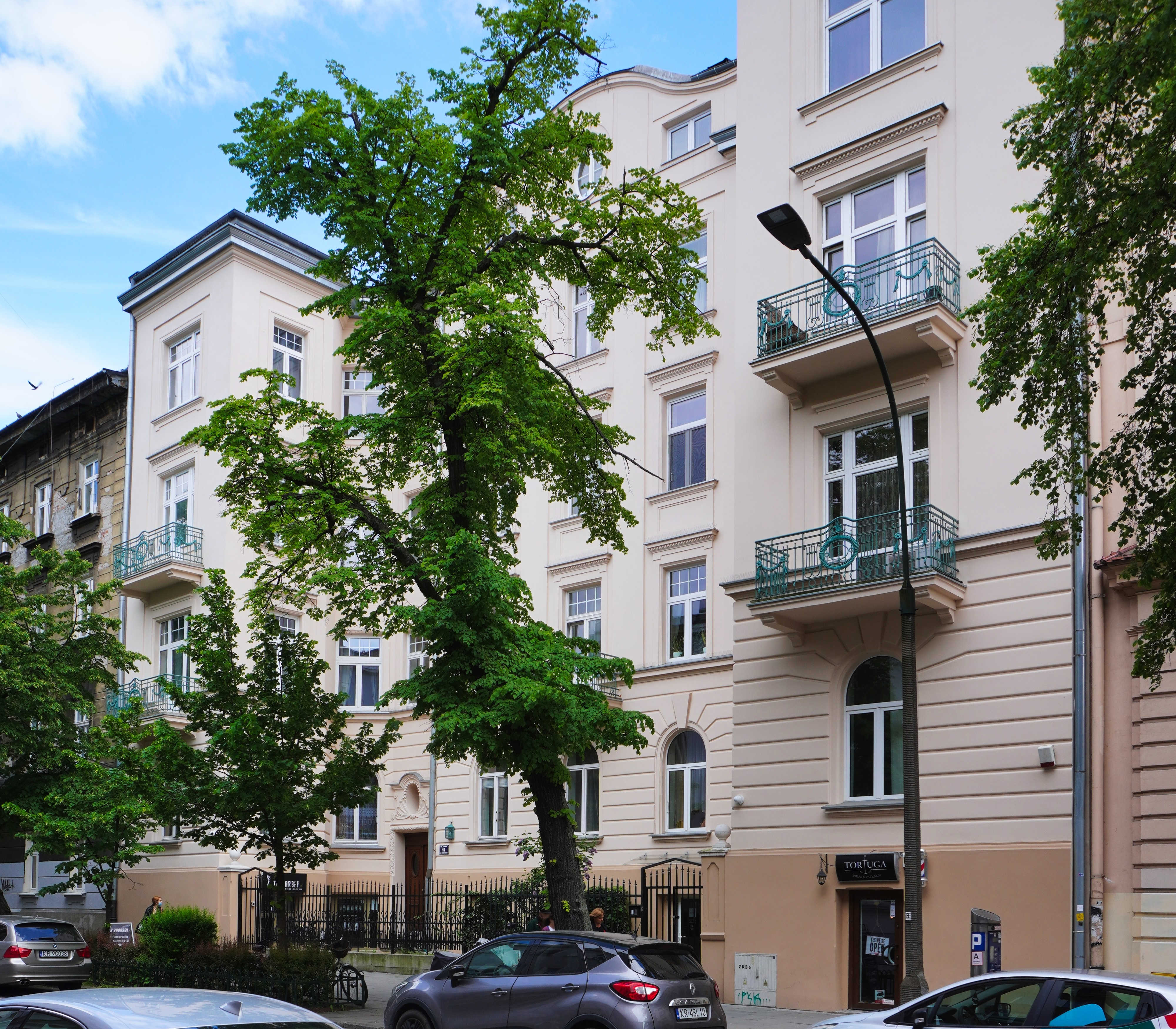
ul. Szlak 9–11 Kamienice (proj. Henryk Lamensdorf, 1909)
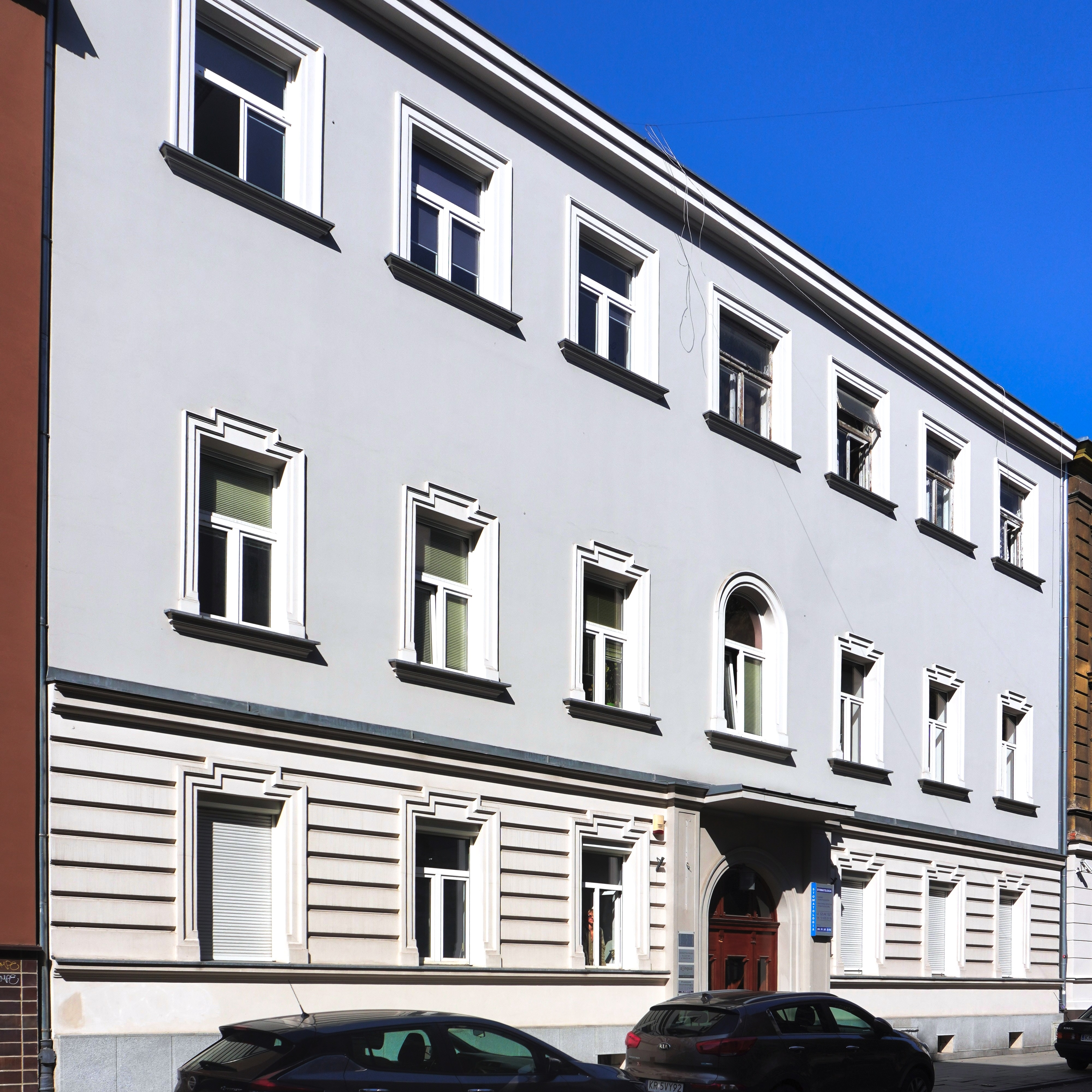
ul. Szlak 10 Kamienica (ok. 1890)
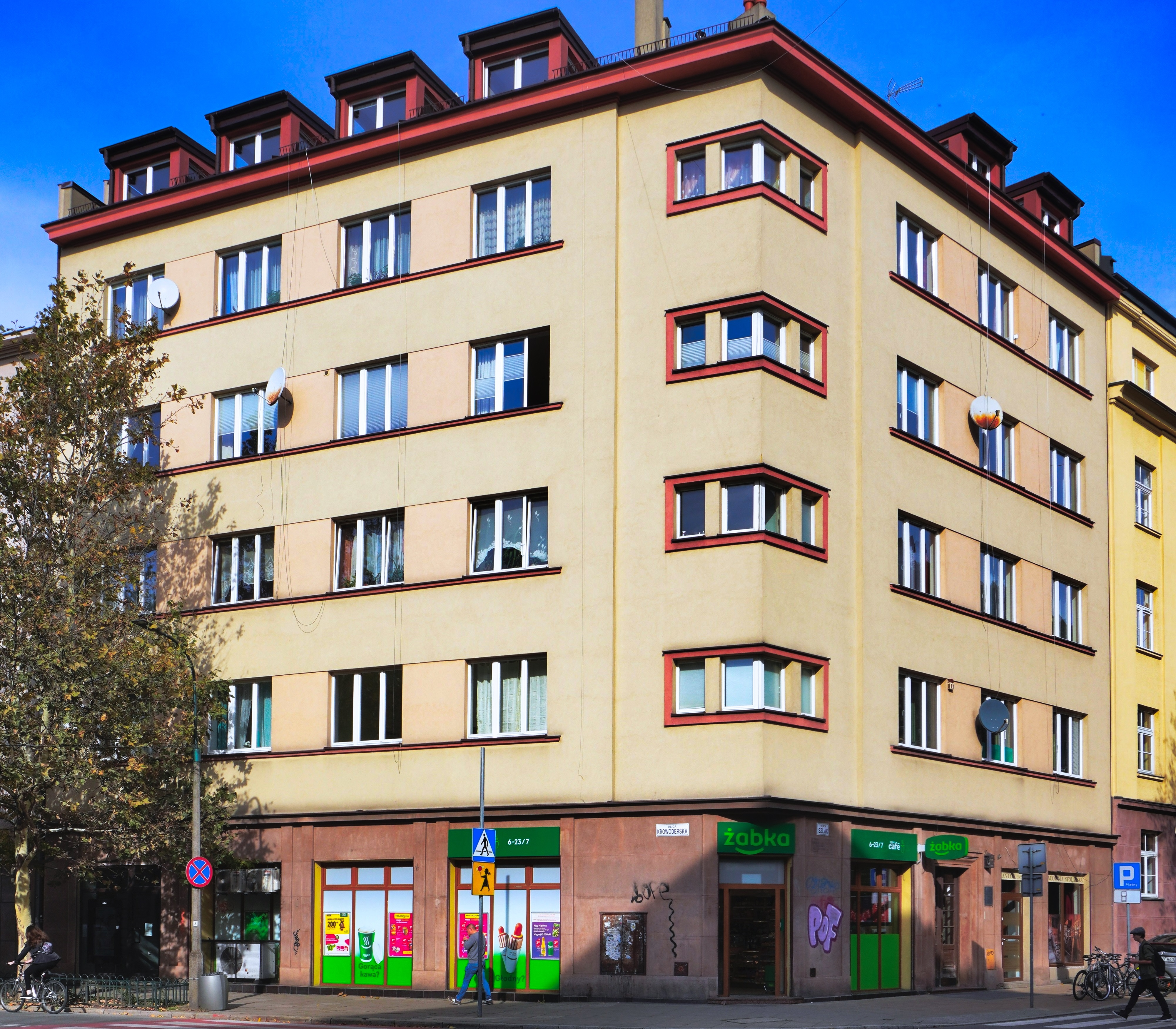
ul. Szlak 14 Kamienica (proj. Bernard Birkenfeld, 1932)
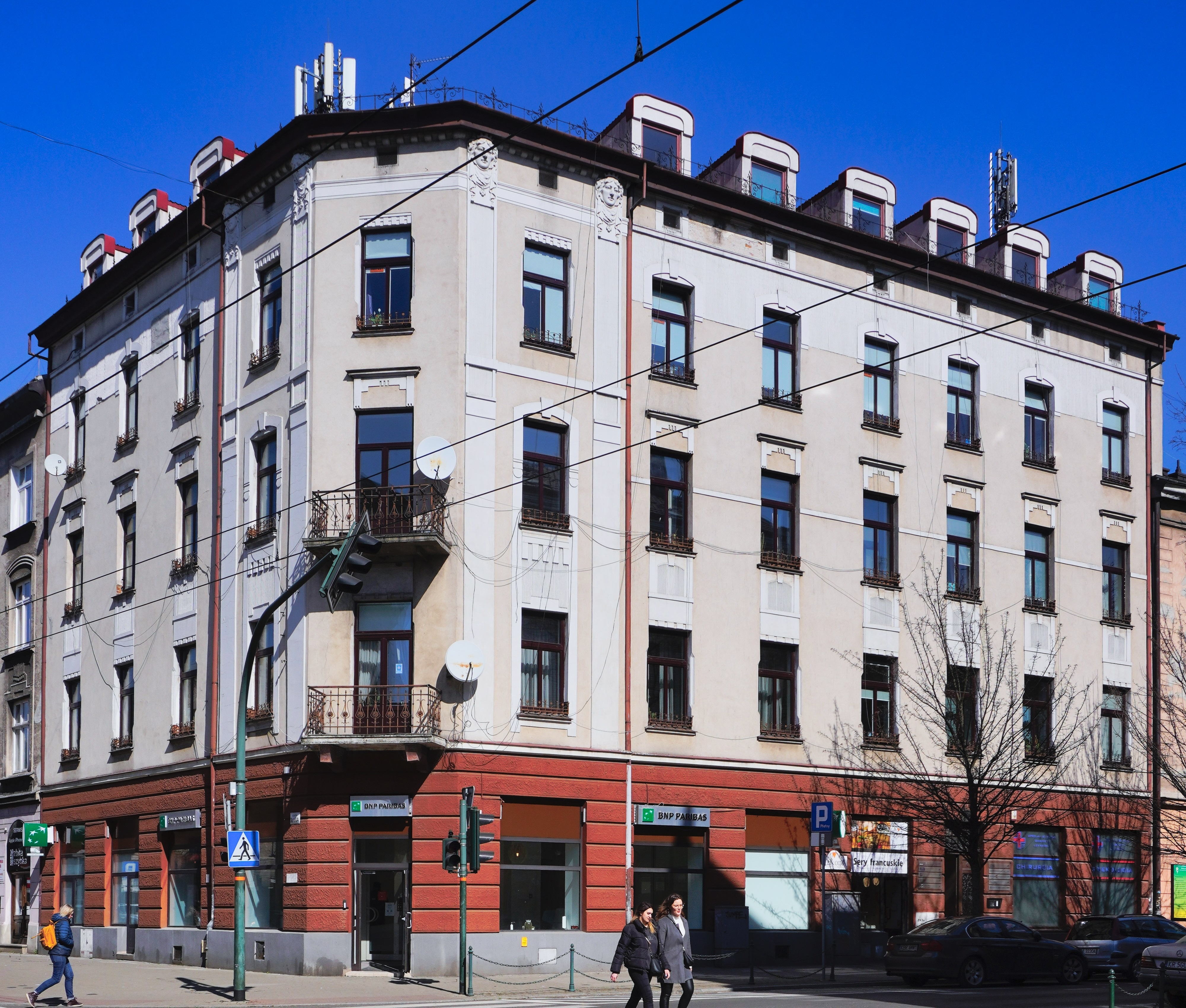
ul. Szlak 20 Kamienica (ok. 1910)
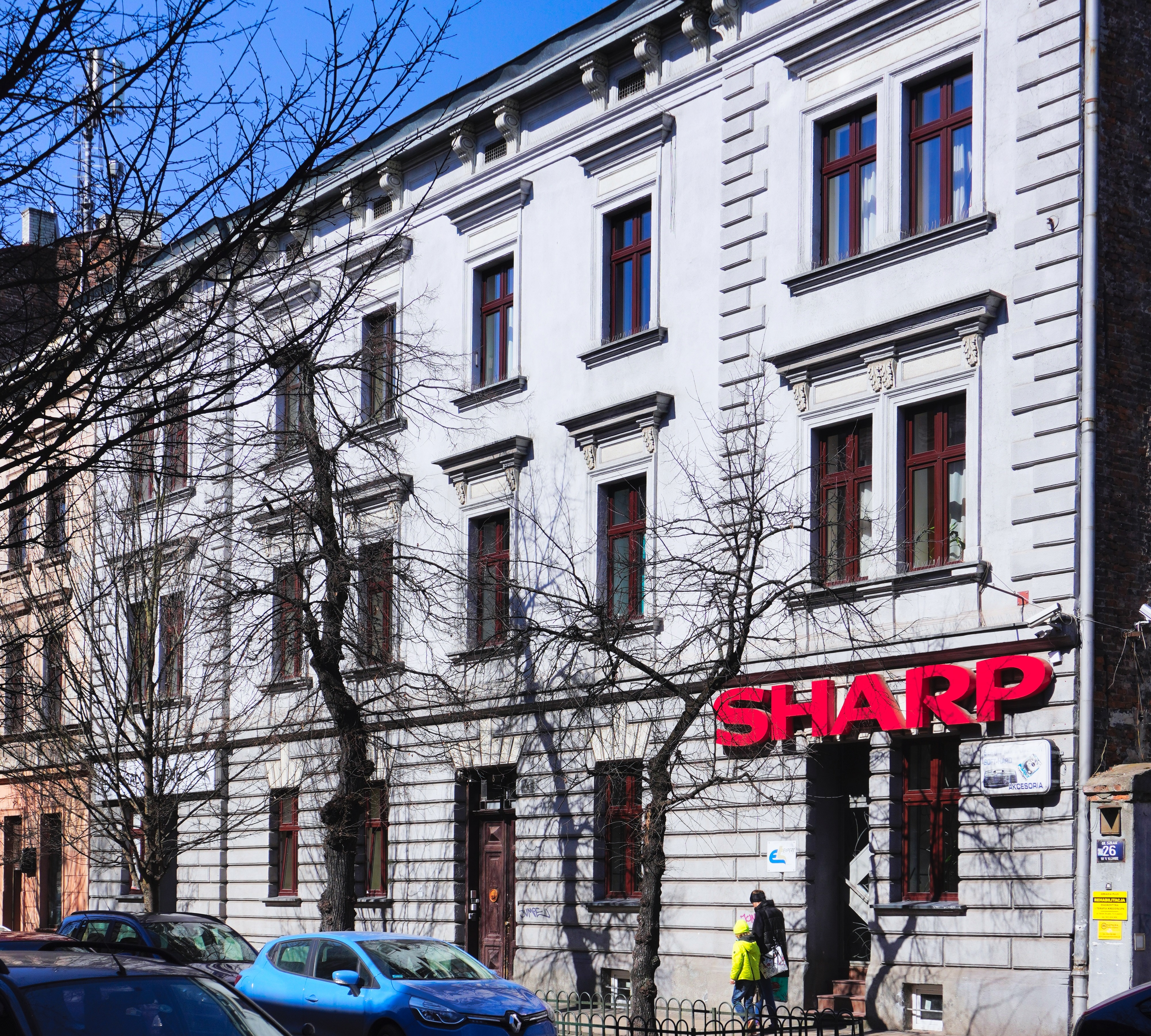
ul. Szlak 24 Kamienica (1885)
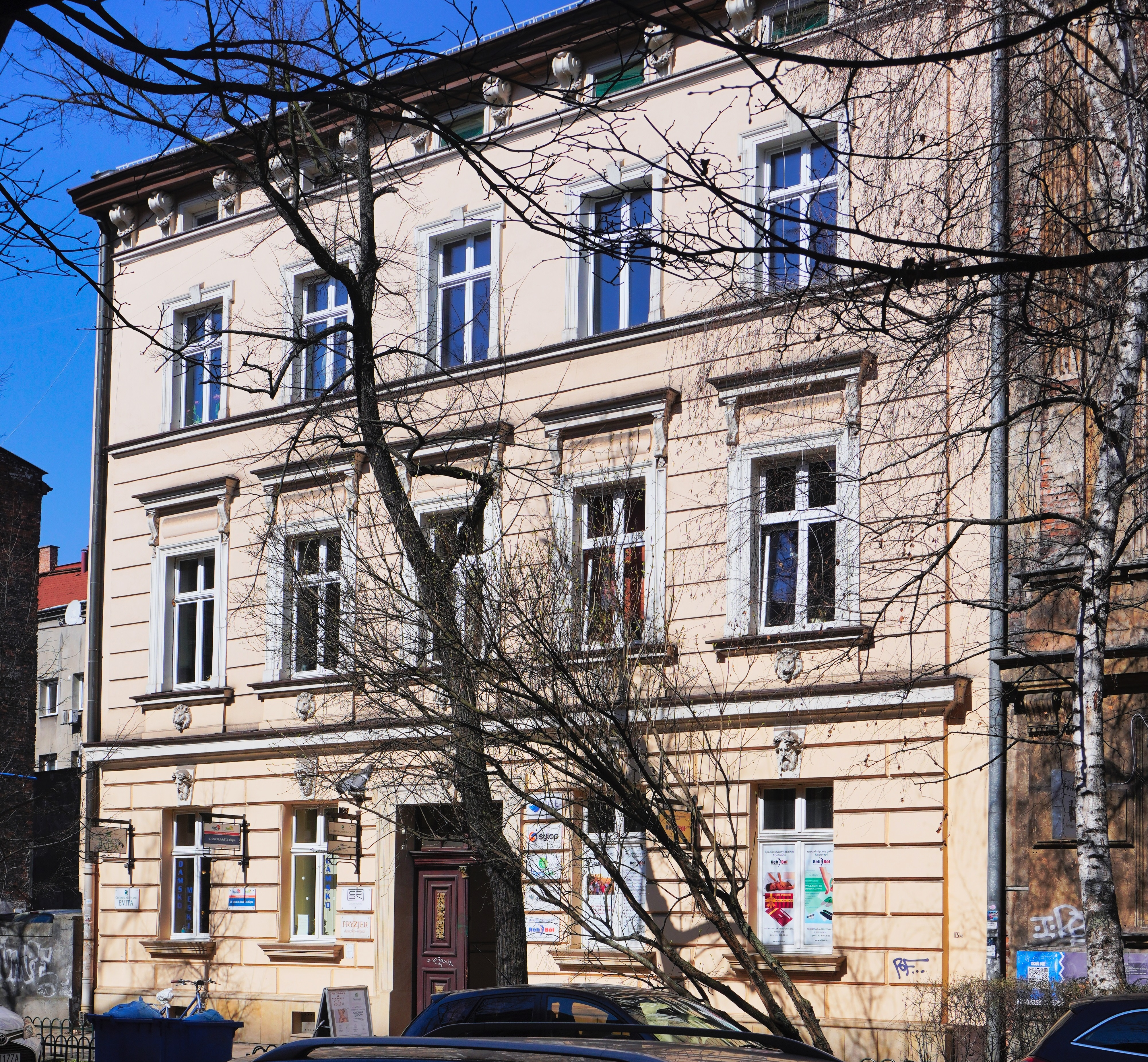
ul. Szlak 28 Zabytkowa kamienica (1890)
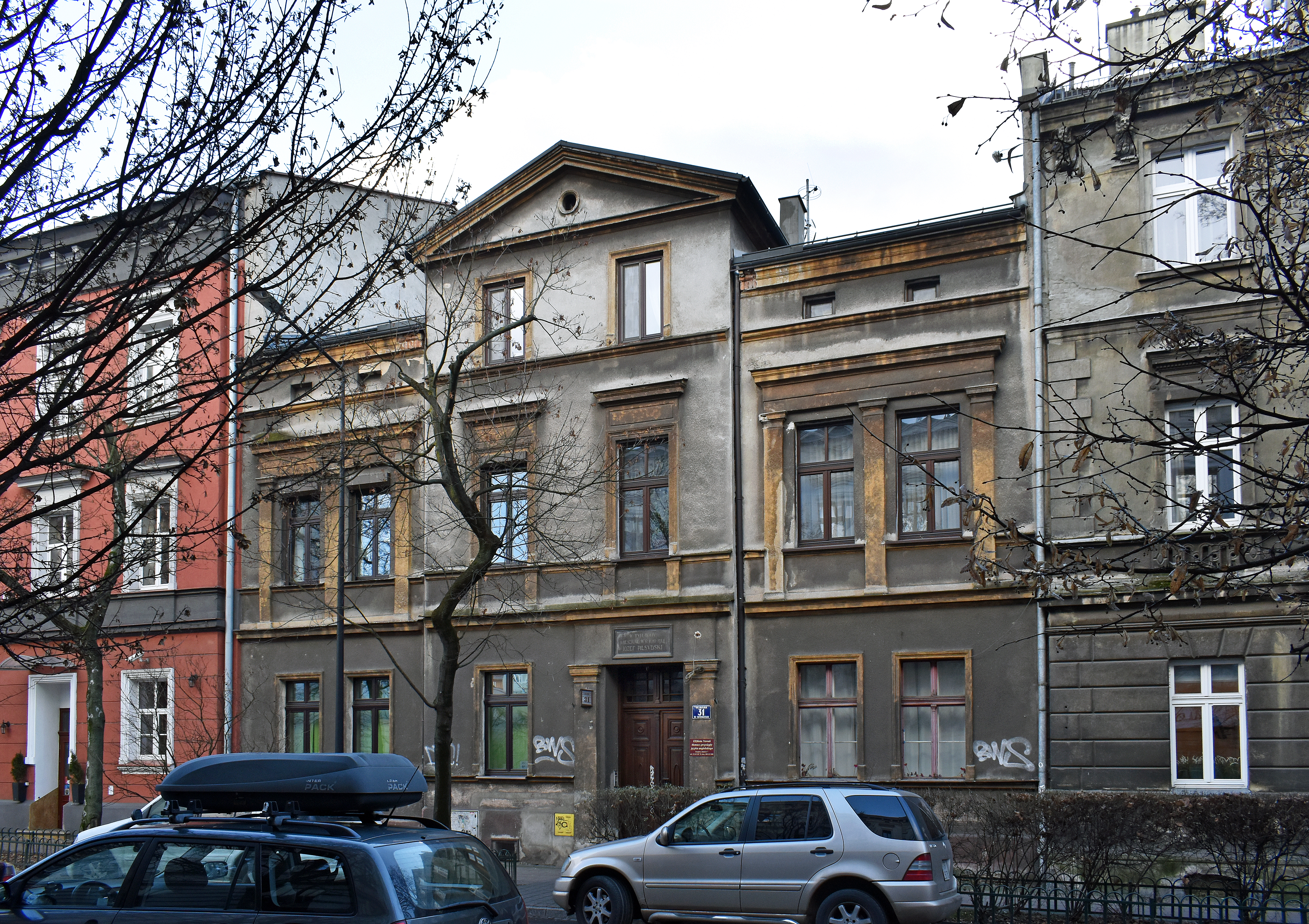
ul. Szlak 31 Kamienica (proj. Jacek Matusiński, 1886), mieszkał w niej w latach 1910-1914 Józef Piłsudski
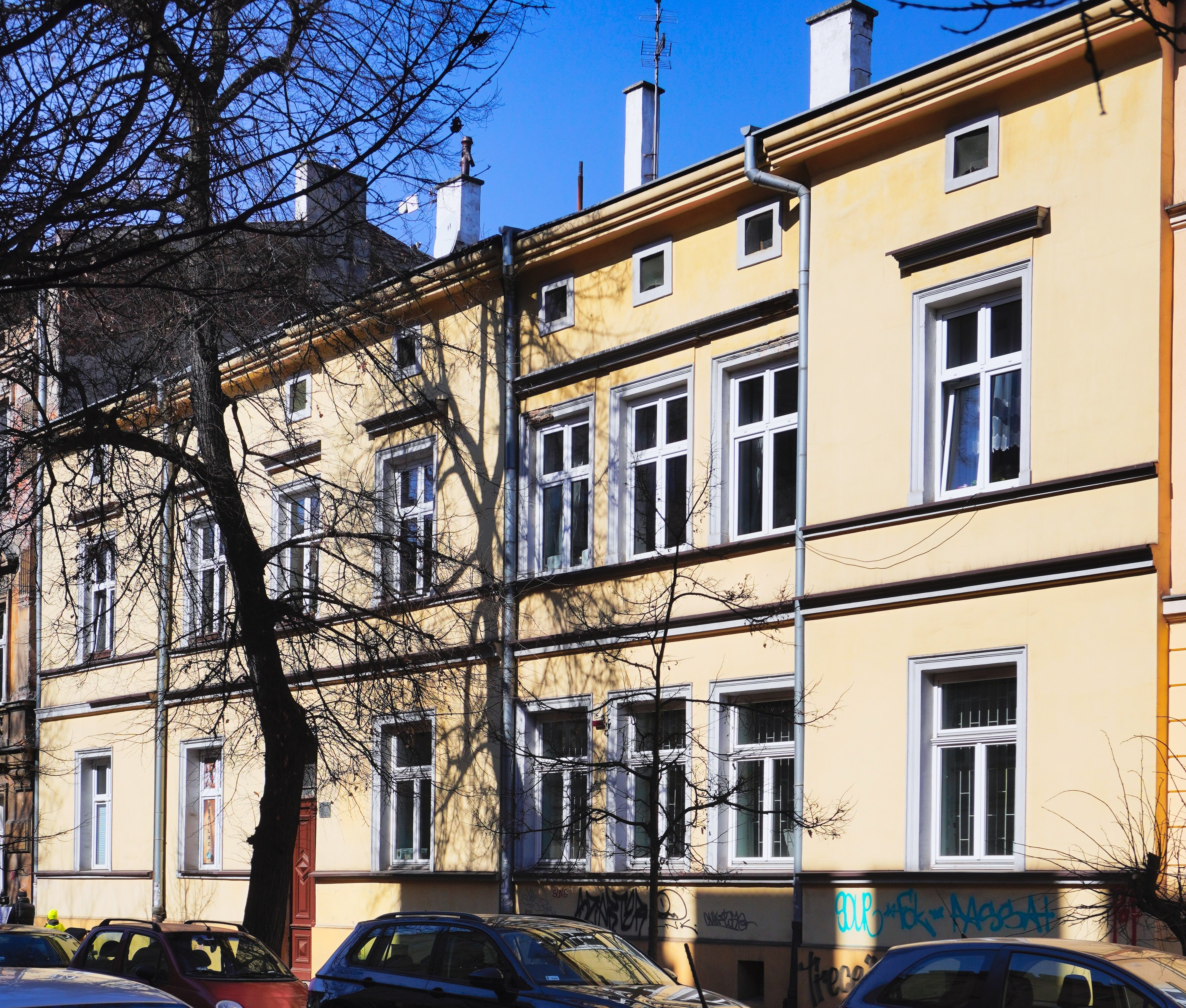
ul. Szlak 32 Kamienica (proj. Bronisław Müller, 1877)
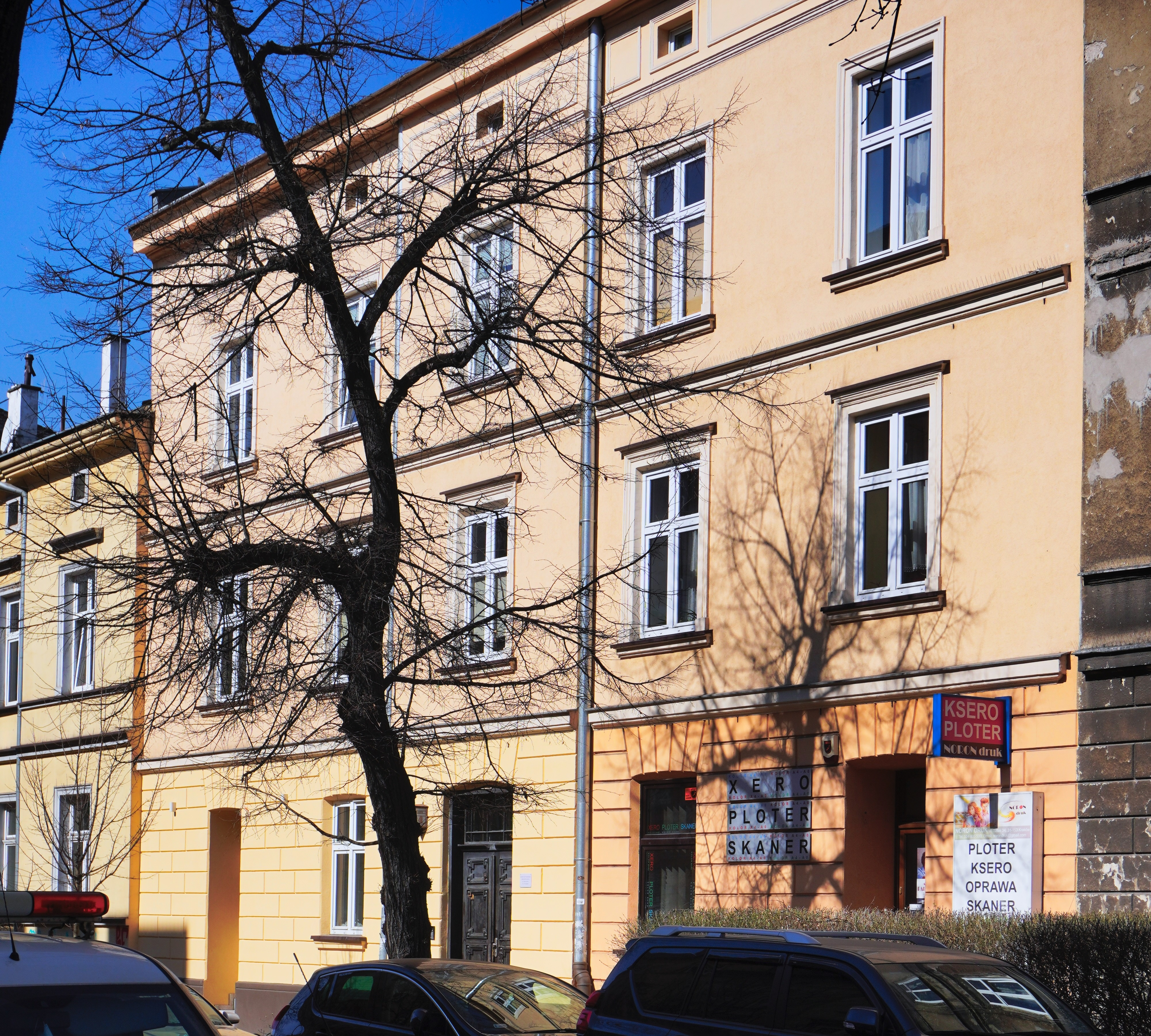
ul. Szlak 34 Kamienica (proj. Władysław Rausz, 1876)
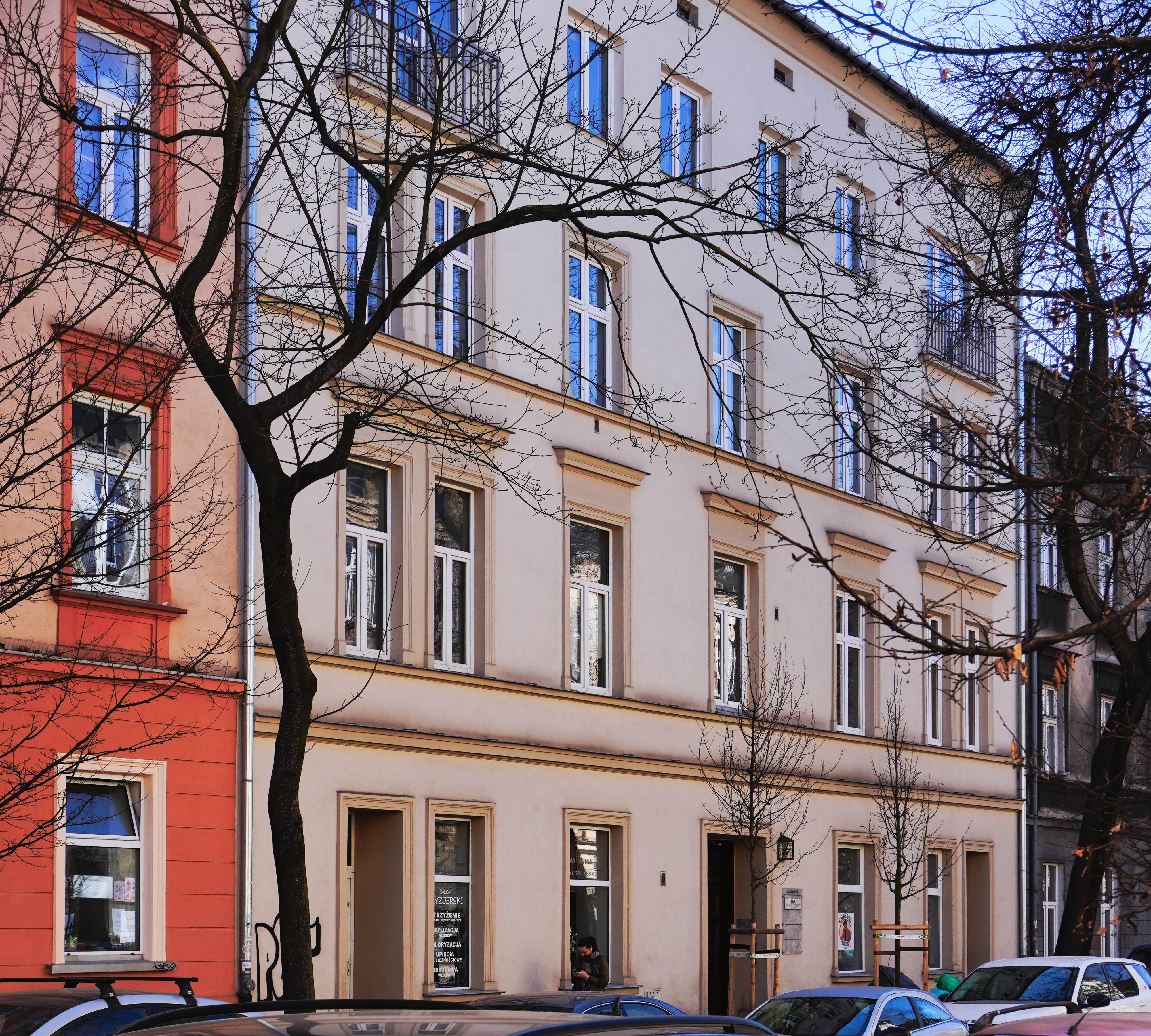
ul. Szlak 37 Kamienica (ok. 1890)
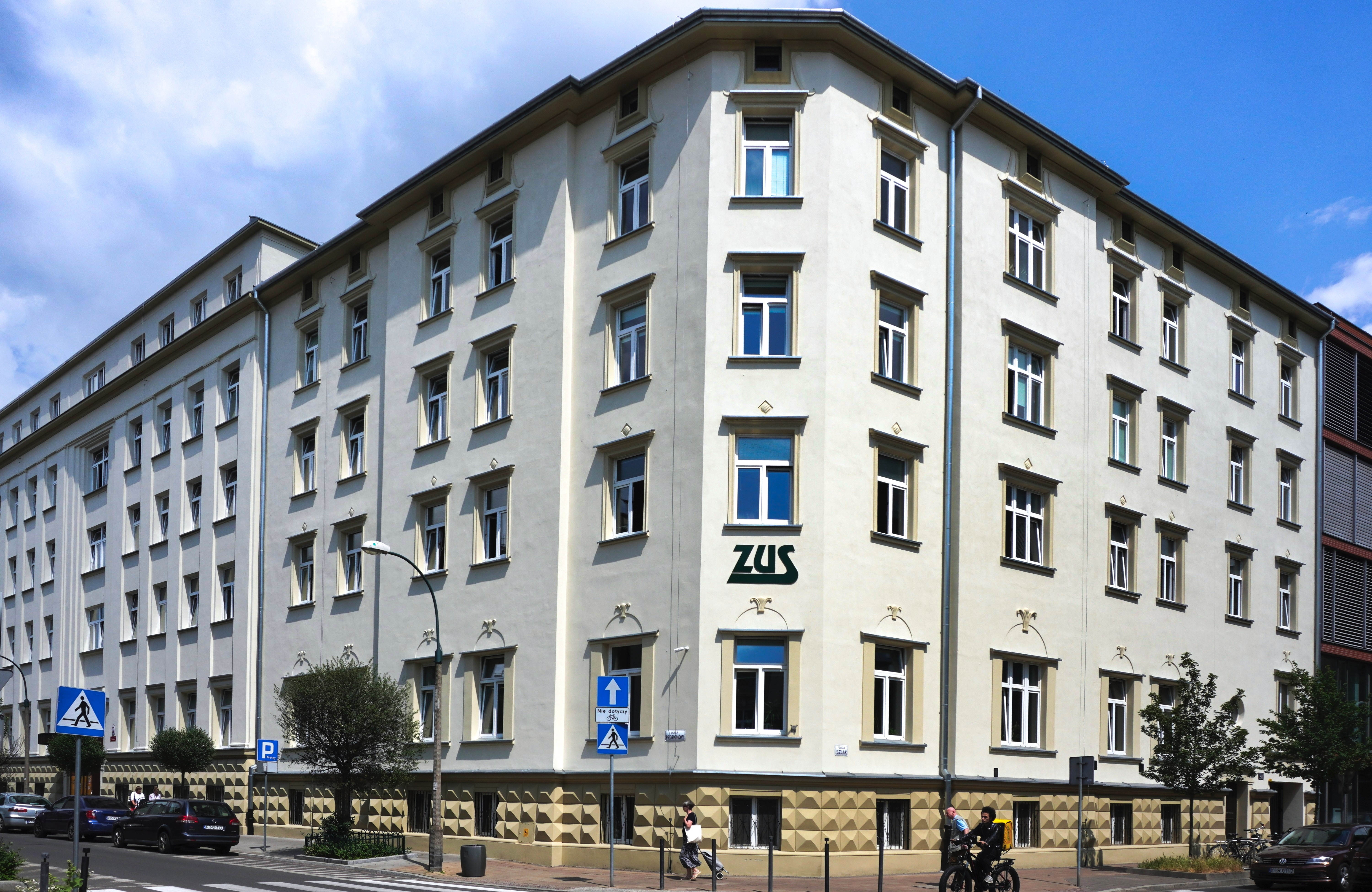
ul. Szlak 40 (ul. Pędzichów 25–27) Gmach ZUS (proj. Józef Mitka, 1936–1937)
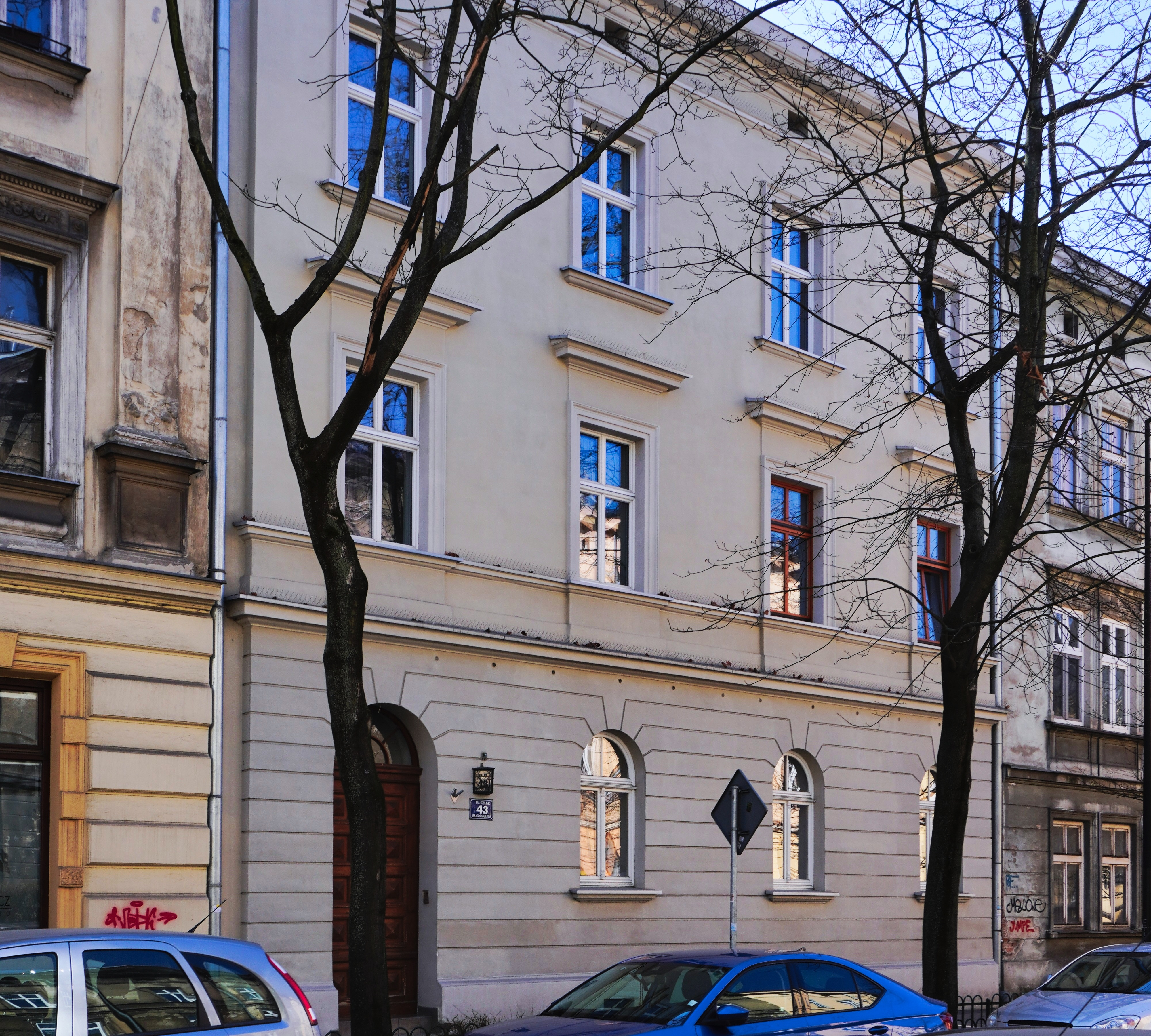
ul. Szlak 43 Kamienica (ok. 1890)
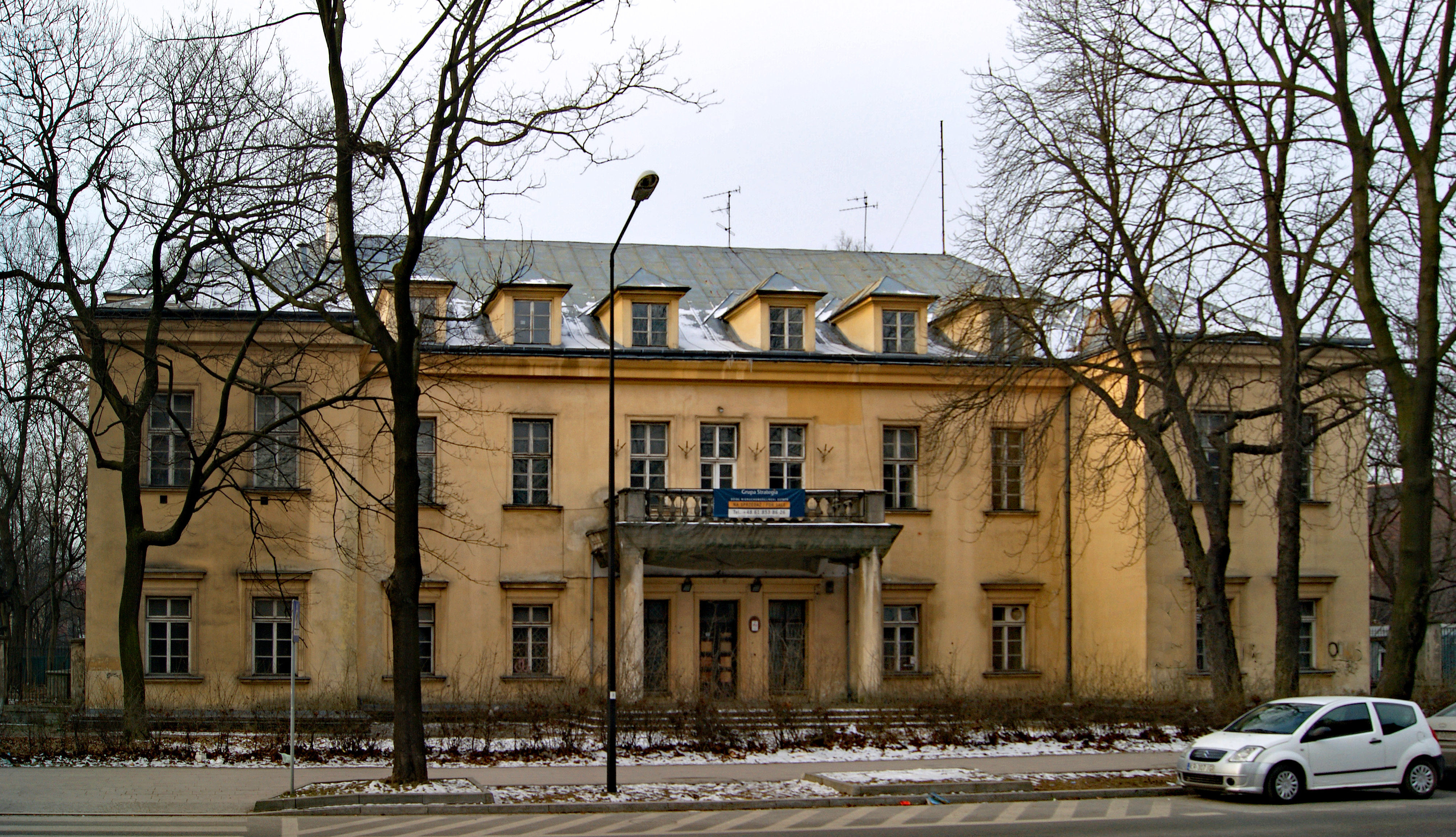
ul. Szlak 71 Pałac Tarnowskich

- ul. Szlak 21
Tablica upamiętniająca powołanie podziemnych struktur ZHP
- ul. Szlak 31
Tablica upamiętniająca Józefa Piłsudskiego

## Znane osoby związane ze Szlakiem
- Numer 4 - adres krakowskiego mieszkania Walerego Sławka[5]
- Numer 14 – adres krakowskiego mieszkania Marka Grechuty[6].
- Numer 31 – adres krakowskiego mieszkania Józefa Piłsudskiego ze znajdującą się nad wejściem pamiątkową tabliczką[7]. Do końca życia w 1921 przy Szlaku mieszkała pierwsza żona Marszałka, Maria[8].
- Stanisław Kostka Tarnowski (1837-1917), przywódca konserwatystów krakowskich, profesor i rektor Uniwersytetu Jagiellońskiego, prezes Akademii Umiejętności w Krakowie.
- Feliks Dzierżyński (1877 - 1926), polski i rosyjski działacz socjaldemokratyczny i komunistyczny, twórca i szef pierwszych sowieckich organów bezpieczeństwa[5].
- Krzysztof Zawadzki, polski aktor teatralny, telewizyjny i filmowy.

## Inne
2 grudnia 2011 roku oddano do użytku kontrapas na odcinku od ulicy Długiej do Krowoderskiej.